# Харитонова, Анна Игоревна
Анна Игоревна Харитонова (род. 12 марта 1985, Москва) — российская спортсменка, чемпионка России, Европы и мира по самбо, победительница Универсиады в Казани, чемпионка Европейских игр 2015 года, заслуженный мастер спорта России по самбо, чемпионка и многократный призёр чемпионатов России по дзюдо, мастер спорта России международного класса по дзюдо. Участница летних Олимпийских игр 2008 года в Пекине. Заслуженный тренер России. Кавалер медали ордена «За заслуги перед Отечеством» I-й и II-й степени, кавалер медали «За воинскую доблесть» II-й степени.

## Биография
Родилась в обычной советской семье. Стала вторым ребёнком в семье, брат старше на 1 год. С детства любила баскетбол и футбол, часто играла с мальчиками. В школе всегда хорошо училась. В третьем классе стала ходить в секцию дзюдо и самбо. В восьмом классе перешла в училище олимпийского резерва. Так как оно находилось очень далеко от дома, Анна пожила некоторое время в общежитии при училище.
На Олимпийских играх в Пекине в 1/8 финала проиграла дзюдоистке из Португалии Телме Монтейру и выбыла из дальнейшей борьбы.
Окончила факультет психологии института им. Екатерины Великой и спортивный факультет Елецкого государственного университета им. И. А. Бунина. В 2011 году защитила магистерскую диссертацию по психологическому консультированию. Магистр физической культуры.

## Спортивная карьера
Общество: ЦСКА. Тренеры: И. С. Быстров, В. Э. Жердев, Н. В. Комягина. Первый тренер М. С. Подвойский.

### Спортивные результаты
- Юношеский чемпионат мира 2002, 2004 — ;
- Первенство Европы до 23-х лет: 2006 — , 2007 — ;
- Чемпионат Европы до 23 лет: 2006 — , 2007 — ;
- Первенство мира-2002 — ;
- Первенство мира-2004 — ;
- Первенство Европы-2004 — ;
- Этап Кубка мира. Открытый чемпионат Африки по самбо (Марокко, 2013) — ;
- Этап Кубка мира по самбо на призы Н. А. Назарбаева (Казахстан, 2014) — ;
- Кубок мира, «Мемориал Харлампиева» (Москва, 2014) — ;
- Кубок мира, Бургас (Болгария, 2014) — ;
- Кубок мира, «Мемориал Харлампиева» (Москва, 2017) —
- Этап Кубка мира по самбо на призы президента Республики Беларусь 2015 — ;
- Чемпионат России по самбо среди женщин 2006 — ;
- Чемпионат России по самбо среди женщин 2008 — ;
- Чемпионат России по самбо среди женщин 2009 — ;
- Чемпионат России по самбо среди женщин 2010 — ;
- Чемпионат России по самбо среди женщин 2011 — ;
- Чемпионат России по самбо 2015 — ;
- Чемпионат России по самбо 2016 — ;

#### Дзюдо[3]
- Чемпионат России по дзюдо 2006 — ;
- Чемпионат России по дзюдо 2008 — ;
- Чемпионат России по дзюдо 2009 — ;
- Чемпионат России по дзюдо 2010 — ;
- Чемпионат России по дзюдо 2011 — ;